# Byrum Kirke
Byrum Kirke er en kirke i byen Byrum på Læsø. Den var oprindeligt ejet af munkene fra Vitskøl Kloster og blev senere overdraget til Viborg-kannikerne.
Kirken er oprindeligt opført i romansk stil af munkesten, men blev senere ombygget til gotisk stil.[kilde mangler] Under det hvide kalklag på kirkens loft gemmer der sig kalkmalerier, forestillende Sankt Georg og dragen. Kirken har desuden en figur af Læsøboernes helgeninde, den hellige Barbara.
Altertavlen er en fløjaltertavle fra ca. 1450, hvor Marias Himmelkroning og 10 nødhjælpere og helgener ses i midtfeltet, mens de 12 apostle er anbragt på fløjene. To uidentificerede figurer og apostlene Andreas og Thomas (identificeret efter attribut) har en posebog i højre hånd. En figur, der efter attributen at dømme skal være Thomas, har en posebog i venstre hånd. Judas Thaddæus har en posebog hængende i bæltet i venstre side.
- Kirkerummet
- Altertavlen
- Døbefonten
- Barbara

## Eksterne kilder og henvisninger
- Wikimedia Commons har flere filer relateret til Byrum Kirke
- Byrum Kirke Arkiveret 31. januar 2011 hos  Wayback Machine hos nordenskirker.dk
- Byrum Kirke hos KortTilKirken.dk